# ザ・ビートルズ1
- ザ・ビートルズ1
- ザ・ビートルズ 1

『ザ・ビートルズ1』（ザ・ビートルズ・ワン、原題: 1）は、2000年11月13日に発売されたビートルズのベスト・アルバムである。1962年から1970年までに発売されたシングルのうち、イギリスやアメリカのシングルチャートで第1位を獲得した楽曲を収録した作品。発売後に多数の国のアルバムチャートで第1位を獲得し、全世界での売上枚数は3100万枚を超える。
2011年9月2日にリマスター盤が発売され、2015年11月には音源にジャイルズ・マーティンによって最新ミックスが施され、初のミュージック・ビデオ集が付いた『ザ・ビートルズ 1+』（原題: 1+）が発売された。

## 背景・リリース
『ザ・ビートルズ1』は、プロデューサーのジョージ・マーティンと元ビートルズのポール・マッカートニー、ジョージ・ハリスン、リンゴ・スターによって編集されたアルバムで、イギリスのレコード・リテイラー誌のチャート（全英シングルチャート）およびアメリカのBillboard Hot 100で第1位を獲得した楽曲が集められた。しかしながら、Billboard Hot 100で「ザ・ロング・アンド・ワインディング・ロード」との両A面扱いで第1位を獲得した「フォー・ユー・ブルー」は未収録となっている。また、イギリスとアメリカの両国でシングルと発売され、いずれのチャートでも第1位を獲得していない「プリーズ・プリーズ・ミー」と「ストロベリー・フィールズ・フォーエバー」の2曲も未収録となった。
1982年にも本作と同じ趣旨のベスト・アルバム『20グレイテスト・ヒッツ』が発売されているが、本作は万国共通の収録内容になっていて、「ヘイ・ジュード」がフルサイズで収録されている。

### パッケージ
アルバムのカバー・アートは、リック・ウォードがデザインを手がけたもので、赤地に黄色い「1」の文字というデザインになっている。裏ジャケットには、1967年にリチャード・アヴェドンによって撮影された各メンバーの写真が掲載されている。
全世界でCDとカセットテープの2形態で発売され、イギリスではアナログ盤も発売された。CDには各楽曲の情報や160枚におよぶシングル盤のジャケットを掲載した32ページのブックレットが付属。

### リマスタリング
1999年に発売された『イエロー・サブマリン 〜ソングトラック〜』に続き、本作の収録曲にはデジタル・リマスターが施されている。リマスタリングはアビー・ロード・スタジオのエンジニアであるピーター・ミューが務めた。
2011年には『ザ・ビートルズ1962年〜1966年』、『ザ・ビートルズ1967年〜1970年』とともに2009年に発売されたリマスター音源を使用した改装版が発売された。
2015年にジャイルズ・マーティンによるリミックス版が発売され、2022年3月1日には音楽配信サービス「Apple Music」で2015年版をベースにDolby Atmosを使用した空間オーディオ版の配信が開始された。

### ザ・ビートルズ 1+
2015年11月6日、本作の最新エディションが世界同時発売された。収録されている27曲の音源は、ジャイルズ・マーティンがアナログ・マスターから新たに作成したステレオ・ミックスが使用され、DVDとBlu-rayには5.1chサラウンドの音源も収録された。
ビートルズ初となるミュージック・ビデオ集と合体させた形態での発売となり、『ザ・ビートルズ 1+』（原題: 1+）と題されたデラックス・エディションにはCD収録曲以外の23曲のボーナス・ビデオも収録された。同作の発売にあたり、フィルム／ビデオ技術者や修復家18人で編成されたチームによって35mmフィルムにスキャンされた映像の修復作業が行なわれ、4Kもしくは2Kの高画質に仕上げられた。また、「VIDEO EXTRAS」としてポール・マッカートニーによる音声コメンタリー（「ペニー・レイン」「ハロー・グッドバイ」「ヘイ・ジュード」「ストロベリー・フィールズ・フォーエバー」の4曲）とリンゴ・スターによる映像解説（「ペニー・レイン」「ハロー・グッドバイ」「ヘイ・ジュード」「ゲット・バック」「ストロベリー・フィールズ・フォーエバー」の5曲）が収録されている。
2015年版『ザ・ビートルズ1』および『ザ・ビートルズ 1+』は、1CD、CD+DVD、CD+Blu-ray、CD+2DVD、CD+2Blu-ray、DVD、Blu-rayの7形態で発売された。

## 評価

### 評論家による批評
| 専門評論家によるレビュー          | 専門評論家によるレビュー |
| レビュー・スコア                  | レビュー・スコア         |
| 出典                              | 評価                     |
| --------------------------------- | ------------------------ |
| AllMusic                          | [ 22 ]                   |
| The Encyclopedia of Popular Music | [ 23 ]                   |
| Melody Maker                      | [ 24 ]                   |
| NME                               | 9/10                     |
| Q                                 | [ 26 ]                   |

『ザ・ビートルズ1』は、批評家から肯定的な評価を受けた。音楽評論家のスティーヴン・トマス・アールワインはオールミュージックに寄稿したレビューで、5つ星評価で満点を付け、「これがすべて最高の音楽であることは間違いない」と主張。その一方で、アールワインは「すべてのレコードを所有する人にとってこのアルバムを買う理由はまったくにない」とも述べている。
ビルボード誌の編集者であるマイケル・パオレッタは、「オリジナルリリースから数十年、（ビルボード・ミュージック・アワード受賞者のジョージ・ハリスンが作曲した『サムシング』を除く）ジョン・レノンとポール・マッカートニーが手がけた楽曲たちは、今日のポップ・ミュージックにはまったく見られない説得力や活気を持って今もなお反響を呼んでいる。まさに一流の最高傑作だ」と評した。

### 受容とチャート成績
『ザ・ビートルズ1』は2000年の発売後、35を超える国のアルバムチャートで第1位を獲得し、21世紀で最も高い売上枚数を記録したアルバムの1つとなった。2000年度（2000年4月1日〜2001年3月31日）のEMIグループの全世界でのアルバム売上では2160万枚を記録し第1位である。
2009年4月時点で全世界で約3100万枚の売り上げを記録。
イギリスの全英シングルチャートでは9週連続1位を獲得。BBCニュースは、2000年12月18日の記事で「発売からわずか5週間で、2000年に最も売れたアルバムと確定した」と報じている。オフィシャル・チャート・カンパニー調べにおいて、2016年7月時点でイギリス国内での売上枚数は323万枚を記録。
アメリカのBillboard 200では、2000年12月2日の週に初登場1位を獲得し、2019年10月時点で1300万枚以上の売り上げを記録。
日本でも2000年11月20日付のオリコン週間アルバムランキングで初登場2位を記録し、翌週の同ランキングで第1位を獲得。発売4周目にミリオンを突破し、2012年8月13日付のオリコン週間アルバムランキングで実売200万枚を突破。2005年3月7日付の同ランキングでスピッツのベスト・アルバム『RECYCLE Greatest Hits of SPITZ』が記録した5年3か月を塗り替えて歴代最長記録となる11年9か月でのWミリオンを達成。2015年版は初週で7.8万枚の売り上げを記録し、2015年11月16日付のオリコン週間アルバムランキングで初登場1位を獲得。ビートルズの同ランキングでの首位獲得は、2000年に発売されたオリジナル盤以来15年ぶりで、同一アルバムでの首位獲得はオリコン首位獲得は史上初。また、ビートルズの音楽作品の初登場1位獲得は、1977年6月6日付の『ザ・ビートルズ・スーパー・ライヴ!』以来38年ぶりの記録となり、CD作品としては初。オリコン調べにおいて、オリジナル盤と2015年版の累積売上は208万枚のメガヒットを記録。第8回CDショップ大賞ではリビジテッド賞を受賞。また、日本のプラネットチャートでは2000年11月13日〜19日集計分の週間アルバムチャートにて初登場1位を獲得している。

## 収録曲
- 邦題の表記は、日本公式サイトに準拠[38][39]。
- CDの収録内容の備考の「全英」はレコード・リテイラー（英語版）誌のチャート（全英シングルチャート）[40]、「全米」はBillboard Hot 100を表す[41]。

### CD
| #         | タイトル                                                                   | 作詞・作曲             | 首位獲得週          | 時間  |
| --------- | -------------------------------------------------------------------------- | ---------------------- | ------------------- | ----- |
| 1.        | 「ラヴ・ミー・ドゥ」(Love Me Do)                                           | レノン＝マッカートニー | 全米1週             | 2:20  |
| 2.        | 「フロム・ミー・トゥ・ユー」(From Me To You)                               | レノン＝マッカートニー | 全英7週             | 1:56  |
| 3.        | 「シー・ラヴズ・ユー」(She Loves You)                                      | レノン＝マッカートニー | - 全英6週 - 全米2週 | 2:20  |
| 4.        | 「抱きしめたい」(I Want To Hold Your Hand)                                 | レノン＝マッカートニー | - 全英5週 - 全米7週 | 2:25  |
| 5.        | 「キャント・バイ・ミー・ラヴ」(Can't Buy Me Love)                          | レノン＝マッカートニー | - 全英3週 - 全米5週 | 2:11  |
| 6.        | 「ア・ハード・デイズ・ナイト」(A Hard Day's Night)                         | レノン＝マッカートニー | - 全英3週 - 全米2週 | 2:32  |
| 7.        | 「アイ・フィール・ファイン」(I Feel Fine)                                  | レノン＝マッカートニー | - 全英5週 - 全米3週 | 2:19  |
| 8.        | 「エイト・デイズ・ア・ウィーク」(Eight Days A Week)                        | レノン＝マッカートニー | 全米2週             | 2:43  |
| 9.        | 「涙の乗車券(ティケット・トゥ・ライド)」(Ticket To Ride)                   | レノン＝マッカートニー | - 全英3週 - 全米1週 | 3:10  |
| 10.       | 「ヘルプ!」(Help!)                                                         | レノン＝マッカートニー | - 全英3週 - 全米3週 | 2:19  |
| 11.       | 「イエスタデイ」(Yesterday)                                                | レノン＝マッカートニー | 全米4週             | 2:05  |
| 12.       | 「デイ・トリッパー」(Day Tripper)                                          | レノン＝マッカートニー | 全英5週             | 2:49  |
| 13.       | 「恋を抱きしめよう」(We Can Work It Out)                                   | レノン＝マッカートニー | - 全英5週 - 全米2週 | 2:15  |
| 14.       | 「ペイパーバック・ライター」(Paperback Writer)                             | レノン＝マッカートニー | - 全英2週 - 全米1週 | 2:18  |
| 15.       | 「イエロー・サブマリン」(Yellow Submarine)                                 | レノン＝マッカートニー | - 全英4週 - 全米1週 | 2:38  |
| 16.       | 「エリナー・リグビー」(Eleanor Rigby)                                      | レノン＝マッカートニー | 全英4週             | 2:05  |
| 17.       | 「ペニー・レイン」(Penny Lane)                                             | レノン＝マッカートニー | 全米1週             | 3:00  |
| 18.       | 「愛こそはすべて(オール・ユー・ニード・イズ・ラヴ)」(All You Need Is Love) | レノン＝マッカートニー | - 全英3週 - 全米1週 | 3:47  |
| 19.       | 「ハロー・グッドバイ」(Hello, Goodbye)                                     | レノン＝マッカートニー | - 全英7週 - 全米3週 | 3:27  |
| 20.       | 「レディ・マドンナ」(Lady Madonna)                                         | レノン＝マッカートニー | 全英2週             | 2:16  |
| 21.       | 「ヘイ・ジュード」(Hey Jude)                                               | レノン＝マッカートニー | - 全英2週 - 全米9週 | 7:05  |
| 22.       | 「ゲット・バック」(Get Back)                                               | レノン＝マッカートニー | - 全英6週 - 全米5週 | 3:11  |
| 23.       | 「ジョンとヨーコのバラード」(The Ballad of John And Yoko)                  | レノン＝マッカートニー | 全英3週             | 2:59  |
| 24.       | 「サムシング」(Something)                                                  | ジョージ・ハリスン     | 全米1週             | 3:01  |
| 25.       | 「カム・トゥゲザー」(Come Together)                                        | レノン＝マッカートニー | 全米1週             | 4:18  |
| 26.       | 「レット・イット・ビー」(Let It Be)                                        | レノン＝マッカートニー | 全米2週             | 3:50  |
| 27.       | 「ザ・ロング・アンド・ワインディング・ロード」(The Long And Winding Road)  | レノン＝マッカートニー | 全米2週             | 3:39  |
| 合計時間: | 合計時間:                                                                  | 合計時間:              | 合計時間:           | 78:58 |

### DVD/Blu-ray
| #   | タイトル                                                                   | 作詞 | 作曲・編曲 | 備考 |
| --- | -------------------------------------------------------------------------- | ---- | ---------- | --- |
| 1.  | 「ラヴ・ミー・ドゥ」(Love Me Do)                                           |      |            | - 監督: ドン・ハワース - 撮影日: 1963年8月27日 - 撮影場所: リトル・シアター - 編集: マシュー・ロングフェロー                                                       |
| 2.  | 「フロム・ミー・トゥ・ユー」(From Me To You)                               |      |            | - 監督: ロバート・ネスビット（劇場）、ビル・ワード（テレビ番組） - プロデューサー: ビル・ワード - 撮影日: 1963年11月4日 - 撮影場所: プリンス・オブ・ウェールズ劇場 |
| 3.  | 「シー・ラヴズ・ユー」(She Loves You)                                      |      |            | - プロデューサー: ラッセ・サルリ - 撮影日: 1963年10月30日 - 撮影場所: ナーレン劇場                                                                                 |
| 4.  | 「抱きしめたい」(I Want To Hold Your Hand)                                 |      |            | - 撮影日: 1963年11月25日 - 撮影場所: グラナダTV複合センター 第4スタジオ                                                                                            |
| 5.  | 「キャント・バイ・ミー・ラヴ」(Can't Buy Me Love)                          |      |            | - 監督: リタ・ギレスピー - プロデューサー: ジャック・グッド - 撮影日: 1964年4月28日 - 撮影場所: ウェンブリー・スタジオ 第5スタジオ A/B                             |
| 6.  | 「ア・ハード・デイズ・ナイト」(A Hard Day's Night)                         |      |            | - 監督: ジャン＝クリストフ・アヴェルティ - 撮影日: 1965年6月20日 - 撮影場所: パレ・デ・スポール                                                                    |
| 7.  | 「アイ・フィール・ファイン」(I Feel Fine)                                  |      |            | - 監督: ジョー・マクグラス - 撮影日: 1965年11月23日 - 撮影場所: トゥイッケナム・フィルム・スタジオ                                                                 |
| 8.  | 「エイト・デイズ・ア・ウィーク」(Eight Days A Week)                        |      |            | - 撮影日: 1965年8月15日 - 撮影場所: シェイ・スタジアム - 編集: マシュー・ロングフェロー                                                                            |
| 9.  | 「涙の乗車券(ティケット・トゥ・ライド)」(Ticket To Ride)                   |      |            | - 監督: ジョー・マクグラス - 撮影日: 1965年11月23日 - 撮影場所: トゥイッケナム・フィルム・スタジオ                                                                 |
| 10. | 「ヘルプ!」(Help!)                                                         |      |            | - 監督: ジョー・マクグラス - 撮影日: 1965年11月23日 - 撮影場所: トゥイッケナム・フィルム・スタジオ                                                                 |
| 11. | 「イエスタデイ」(Yesterday)                                                |      |            | - 監督: ティム・カイリー - プロデューサー: ロバート・プレヒト - 撮影日: 1965年8月14日 - 撮影場所: CBSテレビスタジオ50                                              |
| 12. | 「デイ・トリッパー」(Day Tripper)                                          |      |            | - 監督: ジョー・マクグラス - 撮影日: 1965年11月23日 - 撮影場所: トゥイッケナム・フィルム・スタジオ                                                                 |
| 13. | 「恋を抱きしめよう」(We Can Work It Out)                                   |      |            | - 監督: ジョー・マクグラス - 撮影日: 1965年11月23日 - 撮影場所: トゥイッケナム・フィルム・スタジオ                                                                 |
| 14. | 「ペイパーバック・ライター」(Paperback Writer)                             |      |            | - 監督: マイケル・リンゼイ＝ホッグ - 撮影日: 1966年5月20日 - 撮影場所: チジックハウス                                                                              |
| 15. | 「イエロー・サブマリン」(Yellow Submarine)                                 |      |            | - 監督: ジョージ・ダニング - プロデューサー: アル・ブロダックス - アートディレクター: ハインツ・エーデルマン - 編集: マシュー・ロングフェロー                      |
| 16. | 「エリナー・リグビー」(Eleanor Rigby)                                      |      |            | - 監督: ジョージ・ダニング - プロデューサー: アル・ブロダックス - アートディレクター: ハインツ・エーデルマン                                                       |
| 17. | 「ペニー・レイン」(Penny Lane)                                             |      |            | - 監督: ピーター・ゴルドマン - 撮影日: 1967年2月5日、7日 - 撮影場所: ストラトフォード、ノール・パーク、リヴァプール（メンバーが登場しない場面）                    |
| 18. | 「愛こそはすべて(オール・ユー・ニード・イズ・ラヴ)」(All You Need Is Love) |      |            | - 監督: デレック・バレル・デイヴィス - 撮影日: 1967年6月25日 - 撮影場所: EMIレコーディング・スタジオ スタジオ1                                                     |
| 19. | 「ハロー・グッドバイ」(Hello, Goodbye)                                     |      |            | - 監督: ポール・マッカートニー - 撮影日: 1967年11月10日 - 撮影場所: サヴィル・シアター                                                                             |
| 20. | 「レディ・マドンナ」(Lady Madonna)                                         |      |            | - 監督: ビートルズ - 撮影日: 1968年2月11日、14日 - 撮影場所: EMIレコーディング・スタジオ スタジオ3（11日）、チェペル・スタジオ（14日）                             |
| 21. | 「ヘイ・ジュード」(Hey Jude)                                               |      |            | - 監督: マイケル・リンゼイ＝ホッグ - 撮影日: 1968年9月4日 - 撮影場所: トゥイッケナム・フィルム・スタジオ                                                           |
| 22. | 「ゲット・バック」(Get Back)                                               |      |            | - 監督: マイケル・リンゼイ＝ホッグ - プロデューサー: ニール・アスピノール - 撮影日: 1969年1月30日 - 撮影場所: アップル・コアの屋上                                 |
| 23. | 「ジョンとヨーコのバラード」(The Ballad of John And Yoko)                  |      |            | - 監督: ビートルズ - 撮影日: 1969年1月 - 4月 |
| 24. | 「サムシング」(Something)                                                  |      |            | - 監督: ビートルズ - 撮影日: 1969年10月 - 撮影場所: バークシャー、キンタイア岬、サリー                                                                             |
| 25. | 「カム・トゥゲザー」(Come Together)                                        |      |            | - 監督: アレクサンダー・ガルニエ、クリストファー・ブランシェ - プロデューサー: Melon Dezign                                                                        |
| 26. | 「レット・イット・ビー」(Let It Be)                                        |      |            | - 監督: マイケル・リンゼイ＝ホッグ - プロデューサー: ニール・アスピノール - 撮影日: 1969年1月31日 - 撮影場所: アップル・スタジオ                                   |
| 27. | 「ザ・ロング・アンド・ワインディング・ロード」(The Long And Winding Road)  |      |            | - 監督: マイケル・リンゼイ＝ホッグ - プロデューサー: ニール・アスピノール - 撮影日: 1969年1月31日 - 撮影場所: アップル・スタジオ                                   |

| #   | タイトル | 作詞 | 作曲・編曲 | 備考 |
| --- | --- | ---- | ---------- | --- |
| 1.  | 「ツイスト・アンド・シャウト」(Twist & Shout)                                                                    |      |            | - 撮影日: 1963年8月14日 - 撮影場所: グラナダTV複合センター 第4スタジオ |
| 2.  | 「ベイビー・イッツ・ユー」(Baby It's You)                                                                        |      |            | - 監督: ジェフ・ウォンフォー - 編集: アンディ・マシューズ - 撮影日: 1963年4月 - 撮影場所: パリ・シアターの外                                                                                  |
| 3.  | 「ワーズ・オブ・ラヴ」(Words Of Love)                                                                            |      |            | - 監督: リー・ギンゴールド、ジャイルズ・ディル - クリエイティブ・ディレクター: ピート・カンデランド - プロデューサー: ジョナサン・クライド、カトリーナ・ロファロ                              |
| 4.  | 「プリーズ・プリーズ・ミー」(Please Please Me)                                                                   |      |            | - 監督: ティム・カイリー - プロデューサー: ロバート・プレヒト - 撮影日: 1964年2月9日 - 撮影場所: CBSテレビスタジオ50                                                                          |
| 5.  | 「アイ・フィール・ファイン」(I Feel Fine (Alternate version))                                                    |      |            | - 監督: ジョー・マクグラス - 撮影日: 1965年11月23日 - 撮影場所: トゥイッケナム・フィルム・スタジオ                                                                                            |
| 6.  | 「デイ・トリッパー」(Day Tripper (Alternate version))                                                            |      |            | - 監督: フィリップ・キャッソン - プロデューサー: ジョニー・ハンプ - 撮影日: 1965年12月16日 - 撮影場所: グラナダTV複合センター                                                                 |
| 7.  | 「デイ・トリッパー」(Day Tripper (Alternate version))                                                            |      |            | - 監督: ジョー・マクグラス - 撮影日: 1965年11月23日 - 撮影場所: トゥイッケナム・フィルム・スタジオ                                                                                            |
| 8.  | 「恋を抱きしめよう」(We Can Work It Out (Alternate version))                                                     |      |            | - 監督: ジョー・マクグラス - 撮影日: 1965年11月23日 - 撮影場所: トゥイッケナム・フィルム・スタジオ                                                                                            |
| 9.  | 「ペイパーバック・ライター」(Paperback Writer (Alternate version))                                               |      |            | - 監督: マイケル・リンゼイ＝ホッグ - 撮影日: 1966年5月19日 - 撮影場所: EMIレコーディング・スタジオ スタジオ1                                                                                  |
| 10. | 「レイン」(Rain (Alternate version))                                                                             |      |            | - 監督: マイケル・リンゼイ＝ホッグ - 撮影日: 1966年5月20日 - 撮影場所: チジックハウス |
| 11. | 「レイン」(Rain (Alternate version))                                                                             |      |            | - 監督: マイケル・リンゼイ＝ホッグ - 撮影日: 1966年5月19日 - 撮影場所: EMIレコーディング・スタジオ スタジオ1 - 編集: マシュー・ロングフェロー                                                 |
| 12. | 「ストロベリー・フィールズ・フォーエバー」(Strawberry Fields Forever)                                            |      |            | - 監督: ピーター・ゴルドマン - 撮影日: 1967年1月30日、31日 - 撮影場所: ノール・パーク |
| 13. | 「ウィズイン・ユー・ウィズアウト・ユー/トゥモロー・ネバー・ノウズ」(Within You Without You/Tomorrow Never Knows) |      |            | - 監督: サイモン・ヒルトン - プロデューサー: アストリッド・エドワーズ |
| 14. | 「ア・デイ・イン・ザ・ライフ」(A Day In The Life)                                                                |      |            | - 監督: ビートルズ - 撮影日: 1967年2月10日 - 撮影場所: EMIレコーディング・スタジオ スタジオ1                                                                                                  |
| 15. | 「ハロー・グッドバイ」(Hello, Goodbye (Alternate version))                                                       |      |            | - 監督: ポール・マッカートニー - 撮影日: 1967年11月10日 - 撮影場所: サヴィル・シアター |
| 16. | 「ハロー・グッドバイ」(Hello, Goodbye (Alternate version))                                                       |      |            | - 監督: ポール・マッカートニー - 撮影日: 1967年11月10日 - 撮影場所: サヴィル・シアター |
| 17. | 「ヘイ・ブルドッグ」(Hey Bulldog)                                                                                |      |            | - 監督: ビートルズ - 撮影日: 1968年2月11日 - 撮影場所: EMIレコーディング・スタジオ スタジオ3                                                                                                  |
| 18. | 「ヘイ・ジュード」(Hey Jude (Alternate version))                                                                 |      |            | - 監督: マイケル・リンゼイ＝ホッグ - 撮影日: 1968年9月4日 - 撮影場所: トゥイッケナム・フィルム・スタジオ                                                                                      |
| 19. | 「レボリューション」(Revolution)                                                                                 |      |            | - 監督: マイケル・リンゼイ＝ホッグ - 撮影日: 1968年9月4日 - 撮影場所: トゥイッケナム・フィルム・スタジオ                                                                                      |
| 20. | 「ゲット・バック」(Get Back (Alternate version))                                                                 |      |            | - 監督: マイケル・リンゼイ＝ホッグ、ボブ・スミートン（2003年版） - プロデューサー: ニール・アスピノール - 撮影日: 1969年1月28日 - 撮影場所: アップル・スタジオ - 編集: ジュリアン・ケイダン   |
| 21. | 「ドント・レット・ミー・ダウン」(Don't Let Me Down)                                                              |      |            | - 監督: マイケル・リンゼイ＝ホッグ、ボブ・スミートン（2003年版） - プロデューサー: ニール・アスピノール - 撮影日: 1969年1月30日 - 撮影場所: アップル・コアの屋上 - 編集: ジュリアン・ケイダン |
| 22. | 「フリー・アズ・ア・バード」(Free As A Bird)                                                                     |      |            | - 監督: ジョー・ピトカ - プロデューサー: ジェーン・ブリンブルコンベ |
| 23. | 「リアル・ラヴ」(Real Love)                                                                                      |      |            | - 監督: ケヴィン・ゴドレイ、ジェフ・ウォンフォー - プロデューサー: チップス・チッパーフィールド、ジェームス・チャズ                                                                           |

### アナログ盤

#### LP 1
A面
1. ラヴ・ミー・ドゥ
2. フロム・ミー・トゥ・ユー
3. シー・ラヴズ・ユー
4. 抱きしめたい
5. キャント・バイ・ミー・ラヴ
6. ア・ハード・デイズ・ナイト
7. アイ・フィール・ファイン
8. エイト・デイズ・ア・ウィーク

B面
1. 涙の乗車券(ティケット・トゥ・ライド)
2. ヘルプ!
3. イエスタデイ
4. デイ・トリッパー
5. 恋を抱きしめよう
6. ペイパーバック・ライター
7. イエロー・サブマリン
8. エリナー・リグビー

#### LP 2
A面
1. ペニー・レイン
2. 愛こそはすべて(オール・ユー・ニード・イズ・ラヴ)
3. ハロー・グッドバイ
4. レディ・マドンナ
5. ヘイ・ジュード

B面
1. ゲット・バック
2. ジョンとヨーコのバラード
3. サムシング
4. カム・トゥゲザー
5. レット・イット・ビー
6. ザ・ロング・アンド・ワインディング・ロード

## クレジット
ビートルズ
- ジョン・レノン - ボーカル、ギター、鍵盤楽器、ハーモニカ、ベース、パーカッション
- ポール・マッカートニー - ボーカル、ベース、鍵盤楽器、ギター、パーカッション、ドラム（「ジョンとヨーコのバラード」）
- ジョージ・ハリスン - ギター、パーカッション、バッキング・ボーカル、リード・ボーカル（「サムシング」）
- リンゴ・スター - ドラム、パーカッション、リード・ボーカル（「イエロー・サブマリン」）、バッキング・ボーカル（「ヘイ・ジュード」）

追加のミュージシャン
- ジョージ・マーティン - ピアノ（「ア・ハード・デイズ・ナイト」「ペニー・レイン」「愛こそはすべて」）
- マル・エヴァンズ - バスドラム（「イエロー・サブマリン」）
- デヴィッド・メイソン - ピッコロトランペット・ソロ（「ペニー・レイン」）、トランペット（「愛こそはすべて」）
- ビリー・プレストン - ハモンドオルガン（「サムシング」「レット・イット・ビー」）、エレクトリックピアノ（「ゲット・バック」「ザ・ロング・アンド・ワインディング・ロード」）
- ロニー・スコット - テナー・サクソフォーン・ソロ（「レディ・マドンナ」）
- アンディ・ホワイト - ドラム（「ラヴ・ミー・ドゥ」）

## チャート成績
| チャート (2000年 - 2020年)               | 最高位 |
| ---------------------------------------- | ------ |
| オーストラリア (ARIA)                    | 1      |
| オーストリア (Ö3 Austria)                | 1      |
| ベルギー (Ultratop Flanders)             | 1      |
| ベルギー (Ultratop Wallonia)             | 1      |
| カナダ (Billboard)                       | 1      |
| コロンビア (ASINCOL)                     | 1      |
| チェコ (ČNS IFPI)                        | 6      |
| デンマーク (Hitlisten)                   | 2      |
| ヨーロッパ (Billboard)                   | 1      |
| フィンランド (Suomen virallinen lista)   | 1      |
| フランス (SNEP)                          | 10     |
| ドイツ (Offizielle Top 100)              | 1      |
| ハンガリー (MAHASZ)                      | 14     |
| アイルランド (IRMA)                      | 1      |
| イタリア (FIMI)                          | 1      |
| 日本 (オリコン)                          | 1      |
| 日本 (Hot Albums)                        | 1      |
| 日本 (Top Albums Sales)                  | 1      |
| 韓国 (Gaon)                              | 5      |
| South Korean International Albums (Gaon) | 1      |
| メキシコ (Top 100 México)                | 49     |
| オランダ (MegaCharts)                    | 1      |
| ニュージーランド (RMNZ)                  | 1      |
| ノルウェー (VG-lista)                    | 1      |
| ポーランド (ZPAV)                        | 1      |
| ポルトガル (AFP)                         | 4      |
| スペイン (PROMUSICAE)                    | 1      |
| スウェーデン (Sverigetopplistan)         | 1      |
| スイス (Schweizer Hitparade)             | 1      |
| UK アルバムズ (OCC)                      | 1      |
| US Billboard 200                         | 1      |
| US Top Catalog Albums (Billboard)        | 1      |
| US Top Rock Albums (Billboard)           | 3      |

### 年間チャート
| チャート (2000年)                                 | 順位 |
| ------------------------------------------------- | ---- |
| オーストラリア (ARIA)                             | 1    |
| オーストリア (Ö3 Austria)                         | 19   |
| ベルギー (Ultratop Flanders)                      | 16   |
| ベルギー (Ultratop Wallonia)                      | 5    |
| カナダ (Nielsen SoundScan)                        | 4    |
| デンマーク (Hitlisten)                            | 3    |
| ヨーロッパ (Music & Media)                        | 46   |
| フランス (SNEP)                                   | 1    |
| ドイツ (Offizielle Top 100)                       | 9    |
| イタリア (FIMI)                                   | 1    |
| 日本 (オリコン)                                   | 31   |
| South Korean International Albums (MIAK)          | 6    |
| オランダ (Album Top 100)                          | 31   |
| Swedish Albums & Compilations (Sverigetopplistan) | 1    |
| スイス (Schweizer Hitparade)                      | 21   |
| イギリス (OCC)                                    | 1    |
| Worldwide (IFPI)                                  | 6    |

| チャート (2001年)                                 | 順位 |
| ------------------------------------------------- | ---- |
| オーストラリア (ARIA)                             | 14   |
| オーストリア (Ö3 Austria)                         | 1    |
| ベルギー (Ultratop Flanders)                      | 35   |
| ベルギー (Ultratop Wallonia)                      | 10   |
| カナダ (Nielsen SoundScan)                        | 17   |
| デンマーク (Hitlisten)                            | 28   |
| ヨーロッパ (Music & Media)                        | 2    |
| ドイツ (Offizielle Top 100)                       | 6    |
| イタリア (FIMI)                                   | 9    |
| 日本 (オリコン)                                   | 17   |
| オランダ (Album Top 100)                          | 17   |
| ニュージーランド (RMNZ)                           | 35   |
| スペイン (AFYVE)                                  | 7    |
| Swedish Albums (Sverigetopplistan)                | 50   |
| Swedish Albums & Compilations (Sverigetopplistan) | 68   |
| スイス (Schweizer Hitparade)                      | 10   |
| イギリス (OCC)                                    | 35   |
| US Billboard 200                                  | 1    |
| Worldwide (IFPI)                                  | 27   |

| チャート (2002年)          | 順位 |
| -------------------------- | ---- |
| オーストラリア (ARIA)      | 61   |
| カナダ (Nielsen SoundScan) | 98   |
| イギリス (OCC)             | 148  |
| US Billboard 200           | 94   |

| チャート (2003年)             | 順位 |
| ----------------------------- | ---- |
| イギリス (OCC)                | 170  |
| US Catalog Albums (Billboard) | 2    |

| チャート (2004年)             | 順位 |
| ----------------------------- | ---- |
| US Catalog Albums (Billboard) | 1    |

| チャート (2005年)             | 順位 |
| ----------------------------- | ---- |
| US Catalog Albums (Billboard) | 3    |

| チャート (2006年)             | 順位 |
| ----------------------------- | ---- |
| US Catalog Albums (Billboard) | 7    |

| チャート (2007年)             | 順位 |
| ----------------------------- | ---- |
| US Catalog Albums (Billboard) | 10   |

| チャート (2008年)             | 順位 |
| ----------------------------- | ---- |
| US Catalog Albums (Billboard) | 19   |

| チャート (2009年)             | 順位 |
| ----------------------------- | ---- |
| イタリア (FIMI)               | 92   |
| US Catalog Albums (Billboard) | 45   |

| チャート (2010年)             | 順位 |
| ----------------------------- | ---- |
| US Catalog Albums (Billboard) | 40   |

| チャート (2011年)                        | 順位 |
| ---------------------------------------- | ---- |
| South Korean International Albums (Gaon) | 19   |
| イギリス (OCC)                           | 147  |
| US Billboard 200                         | 175  |
| US Catalog Albums (Billboard)            | 14   |

| チャート (2012年)                        | 順位 |
| ---------------------------------------- | ---- |
| South Korean International Albums (Gaon) | 16   |
| US Catalog Albums (Billboard)            | 46   |

| チャート (2013年)                        | 順位 |
| ---------------------------------------- | ---- |
| ベルギー (Ultratop Flanders)             | 144  |
| South Korean International Albums (Gaon) | 34   |
| US Catalog Albums (Billboard)            | 28   |

| チャート (2014年)             | 順位 |
| ----------------------------- | ---- |
| ベルギー (Ultratop Flanders)  | 119  |
| ベルギー (Ultratop Wallonia)  | 139  |
| US Billboard 200              | 188  |
| US Catalog Albums (Billboard) | 17   |

| チャート (2015年)            | 順位 |
| ---------------------------- | ---- |
| ベルギー (Ultratop Flanders) | 80   |
| ベルギー (Ultratop Wallonia) | 120  |
| ドイツ (Offizielle Top 100)  | 60   |
| イタリア (FIMI)              | 75   |
| 日本 (オリコン)              | 29   |
| 日本 (Top Albums Sales)      | 31   |
| イギリス (OCC)               | 42   |

| チャート (2016年)             | 順位 |
| ----------------------------- | ---- |
| ベルギー (Ultratop Flanders)  | 77   |
| ベルギー (Ultratop Wallonia)  | 93   |
| 日本 (Hot Albums)             | 84   |
| 日本 (Top Albums Sales)       | 99   |
| イギリス (OCC)                | 93   |
| US Billboard 200              | 66   |
| US Catalog Albums (Billboard) | 13   |

| チャート (2017年)              | 順位 |
| ------------------------------ | ---- |
| ベルギー (Ultratop Wallonia)   | 191  |
| US Billboard 200               | 149  |
| US Catalog Albums (Billboard)  | 32   |
| US Top Rock Albums (Billboard) | 25   |

| チャート (2018年)              | 順位 |
| ------------------------------ | ---- |
| イギリス (OCC)                 | 87   |
| US Billboard 200               | 127  |
| US Catalog Albums (Billboard)  | 26   |
| US Top Rock Albums (Billboard) | 15   |

| チャート (2019年)              | 順位 |
| ------------------------------ | ---- |
| アイルランド (IRMA)            | 50   |
| イギリス (OCC)                 | 49   |
| US Billboard 200               | 97   |
| US Catalog Albums (Billboard)  | 21   |
| US Top Rock Albums (Billboard) | 14   |

| チャート (2020年)              | 順位 |
| ------------------------------ | ---- |
| アイルランド (IRMA)            | 38   |
| イギリス (OCC)                 | 34   |
| US Billboard 200               | 76   |
| US Catalog Albums (Billboard)  | 7    |
| US Top Rock Albums (Billboard) | 7    |

| チャート (2021年)              | 順位 |
| ------------------------------ | ---- |
| アイルランド (IRMA)            | 34   |
| イギリス (OCC)                 | 34   |
| US Billboard 200               | 84   |
| US Catalog Albums (Billboard)  | 18   |
| US Top Rock Albums (Billboard) | 10   |

| チャート (2022年)              | 順位 |
| ------------------------------ | ---- |
| イギリス (OCC)                 | 31   |
| US Billboard 200               | 181  |
| US Top Rock Albums (Billboard) | 28   |

### 年代末チャート
| チャート (2000年 - 2009年)    | 順位 |
| ----------------------------- | ---- |
| オーストラリア (ARIA)         | 20   |
| イギリス (OCC)                | 6    |
| US Billboard 200              | 8    |
| US Catalog Albums (Billboard) | 5    |

## 認定と売上
| 国/地域                                                                                  | 認定         | 認定/売上数 |
| ---------------------------------------------------------------------------------------- | ------------ | ----------- |
| アルゼンチン (CAPIF)                                                                     | 2× Platinum  | 120,000^    |
| オーストラリア (ARIA)                                                                    | 10× Platinum | 750,000     |
| オーストリア (IFPI Austria)                                                              | 3× Platinum  | 150,000*    |
| ベルギー (BEA)                                                                           | 5× Platinum  | 250,000*    |
| ブラジル (ABPD)                                                                          | Platinum     | 250,000*    |
| カナダ (Music Canada)                                                                    | Diamond      | 1,231,000   |
| デンマーク (IFPI Danmark)                                                                | 4× Platinum  | 200,000^    |
| デンマーク (IFPI Danmark) 再発盤                                                         | Platinum     | 20,000      |
| フィンランド (Musiikkituottajat)                                                         | Platinum     | 77,466      |
| フランス (SNEP)                                                                          | 2× Platinum  | 600,000*    |
| ドイツ (BVMI)                                                                            | 11× Gold     | 1,650,000^  |
| ギリシャ (IFPI Greece)                                                                   | Gold         | 15,000^     |
| Italy 2000年から2001年までの売上                                                         |              | 1,000,000   |
| イタリア (FIMI) 2009年以降の売上                                                         | 2× Platinum  | 100,000     |
| 日本 (RIAJ)                                                                              | 2× Million   | 2,000,000^  |
| オランダ (NVPI)                                                                          | 4× Platinum  | 320,000^    |
| ニュージーランド (RMNZ)                                                                  | 15× Platinum | 225,000^    |
| ノルウェー (IFPI Norway)                                                                 | 3× Platinum  | 150,000*    |
| ポーランド (ZPAV)                                                                        | Platinum     | 70,000*     |
| ポルトガル (AFP)                                                                         | 3× Platinum  | 120,000^    |
| South Korea                                                                              |              | 620,175     |
| スペイン (PROMUSICAE)                                                                    | 5× Platinum  | 500,000^    |
| スウェーデン (GLF)                                                                       | 2× Platinum  | 215,000     |
| スイス (IFPI Switzerland)                                                                | 3× Platinum  | 150,000^    |
| イギリス (BPI)                                                                           | 13× Platinum | 3,900,000   |
| アメリカ合衆国 (RIAA)                                                                    | 11× Platinum | 12,410,000  |
| 概要                                                                                     |              |             |
| ヨーロッパ (IFPI)                                                                        | 9× Platinum  | 9,000,000*  |
| Worldwide                                                                                |              | 31,000,000  |
| * 認定のみに基づく売上数 · ^ 認定のみに基づく出荷枚数 · 認定のみに基づく売上数と再生回数 |              |             |